# NRL 2011
Die NRL 2011 war die vierzehnte Saison der National Rugby League, der australisch-neuseeländischen Rugby-League-Meisterschaft. Den ersten Tabellenplatz nach Ende der regulären Saison belegten die Melbourne Storm, die im Halbfinale gegen die New Zealand Warriors ausschieden. Diese verloren im Finale 10:24 gegen die Manly-Warringah Sea Eagles, die damit zum zweiten Mal die NRL gewannen.

## Tabelle
|      | Team                          | Spiele | Siege | Unent. | Ndlg. | Spiel- punkte | Diff. | Tabellen- punkte |
| ---- | ----------------------------- | ------ | ----- | ------ | ----- | ------------- | ----- | ---------------- |
| 01.  | Melbourne Storm               | 24     | 19    | 0      | 5     | 521:308       | + 213 | 42               |
| 02.  | Manly-Warringah Sea Eagles    | 24     | 18    | 0      | 6     | 539:331       | + 208 | 40               |
| 03.  | Brisbane Broncos              | 24     | 18    | 0      | 6     | 511:372       | + 139 | 40               |
| 04.  | Wests Tigers                  | 24     | 15    | 0      | 9     | 519:430       | + 89  | 34               |
| 05.  | St. George Illawarra Dragons  | 24     | 14    | 1      | 9     | 483:341       | + 142 | 33               |
| 06.  | New Zealand Warriors          | 24     | 14    | 0      | 10    | 504:393       | + 111 | 32               |
| 07.  | North Queensland Cowboys      | 24     | 14    | 0      | 10    | 532:480       | + 52  | 32               |
| 08.  | Newcastle Knights             | 24     | 12    | 0      | 12    | 478:443       | + 35  | 28               |
| 09.  | Canterbury-Bankstown Bulldogs | 24     | 12    | 0      | 12    | 449:489       | - 40  | 28               |
| 010. | South Sydney Rabbitohs        | 24     | 11    | 0      | 13    | 531:562       | - 31  | 26               |
| 011. | Sydney Roosters               | 24     | 10    | 0      | 14    | 417:500       | - 83  | 24               |
| 012. | Penrith Panthers              | 24     | 9     | 0      | 15    | 430:517       | - 87  | 22               |
| 013. | Cronulla-Sutherland Sharks    | 24     | 7     | 0      | 17    | 428:557       | - 129 | 18               |
| 014. | Parramatta Eels               | 24     | 6     | 1      | 17    | 385:538       | - 153 | 17               |
| 015. | Canberra Raiders              | 24     | 6     | 0      | 18    | 423:623       | - 200 | 16               |
| 016. | Gold Coast Titans             | 24     | 6     | 0      | 18    | 363:629       | - 266 | 16               |

- Da in dieser Saison jedes Team zwei Freilose hatte, wurden nach der Saison zur normalen Punktezahl noch 4 Punkte dazugezählt.

## Playoffs

### Ausscheidungs/Qualifikationsplayoffs
| 9. September 19:45 | Wests Tigers   | 21 : 12 | St. George Illawarra Dragons | ANZ Stadium, Sydney Zuschauer: 45.631 Schiedsrichter: Tony Archer, Matt Cecchin |
| 9. September 19:45 | (6:12) Bericht |         |                              | ANZ Stadium, Sydney Zuschauer: 45.631 Schiedsrichter: Tony Archer, Matt Cecchin |

| 10. September 18:45 | Brisbane Broncos | 40 : 10 | New Zealand Warriors | Suncorp Stadium, Brisbane Zuschauer: 48.943 Schiedsrichter: Jared Maxwell, Shayne Hayne |
| 10. September 18:45 | (18:0) Bericht   |         |                      | Suncorp Stadium, Brisbane Zuschauer: 48.943 Schiedsrichter: Jared Maxwell, Shayne Hayne |

| 10. September 20:30 | Manly-Warringah Sea Eagles | 42 : 8 | North Queensland Cowboys | Sydney Football Stadium, Sydney Zuschauer: 16.668 Schiedsrichter: Ben Cummins, Gavin Badger |
| 10. September 20:30 | (0:8) Bericht              |        |                          | Sydney Football Stadium, Sydney Zuschauer: 16.668 Schiedsrichter: Ben Cummins, Gavin Badger |

| 11. September 16:00 | Melbourne Storm | 18 : 8 | Newcastle Knights | AAMI Park, Melbourne Zuschauer: 14.845 Schiedsrichter: Ashley Klein, Adam Devcich |
| 11. September 16:00 | (16:0) Bericht  |        |                   | AAMI Park, Melbourne Zuschauer: 14.845 Schiedsrichter: Ashley Klein, Adam Devcich |

### Viertelfinale
| 16. September 19:45 | Wests Tigers   | 20 : 22 | New Zealand Warriors | Sydney Football Stadium, Sydney Zuschauer: 27.109 Schiedsrichter: Shayne Hayne, Jared Maxwell |
| 16. September 19:45 | (18:6) Bericht |         |                      | Sydney Football Stadium, Sydney Zuschauer: 27.109 Schiedsrichter: Shayne Hayne, Jared Maxwell |

| 17. September 18:45 | Brisbane Broncos | 13 : 12 n. V. | St. George Illawarra Dragons | Suncorp Stadium, Brisbane Zuschauer: 48.474 Schiedsrichter: Tony Archer, Matt Cecchin |
| 17. September 18:45 | (6:0) Bericht    |               |                              | Suncorp Stadium, Brisbane Zuschauer: 48.474 Schiedsrichter: Tony Archer, Matt Cecchin |

### Halbfinale
| 23. September 19:45 | Manly-Warringah Sea Eagles | 26 : 14 | Brisbane Broncos | Sydney Football Stadium, Sydney Zuschauer: 31.894 Schiedsrichter: Shayne Hayne, Jared Maxwell |
| 23. September 19:45 | (16:4) Bericht             |         |                  | Sydney Football Stadium, Sydney Zuschauer: 31.894 Schiedsrichter: Shayne Hayne, Jared Maxwell |

| 24. September 19:45 | Melbourne Storm | 12 : 20 | New Zealand Warriors | AAMI Park, Melbourne Zuschauer: 28.580 Schiedsrichter: Tony Archer, Matt Cecchin |
| 24. September 19:45 | (12:14) Bericht |         |                      | AAMI Park, Melbourne Zuschauer: 28.580 Schiedsrichter: Tony Archer, Matt Cecchin |

### Grand Final
| 2. Oktober 2011 17:00 | Manly-Warringah Sea Eagles                                                                                                | 24 : 10        | New Zealand Warriors                                                          | ANZ Stadium, Sydney Zuschauer: 82.334 Schiedsrichter: Matt Cecchin, Tony Archer |
| 2. Oktober 2011 17:00 | Versuche: Stewart 30. erh. Cherry-Evans 40. erh. G. Stewart 57. erh. Lyon 79. erh. Erhöhungen: Lyon (3/3) Robertson (1/1) | (12:2) Bericht | Versuche: Vatuvei 63. n.erh. Taylor 68. n.erh. Straftritte: Maloney (1/1) 28. | ANZ Stadium, Sydney Zuschauer: 82.334 Schiedsrichter: Matt Cecchin, Tony Archer |

| 1                  | Brett Stewart     |
| 2                  | Michael Robertson |
| 3                  | Jamie Lyon        |
| 4                  | Steve Matai       |
| 5                  | Will Hopoate      |
| 6                  | Kieran Foran      |
| 7                  | Daly Cherry-Evans |
| 8                  | Joe Galuvao       |
| 9                  | Matt Ballin       |
| 10                 | Brent Kite        |
| 11                 | Anthony Watmough  |
| 12                 | Tony Williams     |
| 13                 | Glenn Stewart     |
| Auswechselspieler: |                   |
| 14                 | Shane Rodney      |
| 15                 | Jamie Buhrer      |
| 16                 | Vic Mauro         |
| 17                 | George Rose       |

| 1                  | Kevin Locke     |
| 2                  | Bill Tupou      |
| 3                  | Lewis Brown     |
| 4                  | Krisnan Inu     |
| 5                  | Manu Vatuvei    |
| 6                  | James Maloney   |
| 7                  | Shaun Johnson   |
| 15                 | Russell Packer  |
| 14                 | Lance Hohaia    |
| 10                 | Jacob Lillyman  |
| 17                 | Elijah Taylor   |
| 12                 | Simon Mannering |
| 13                 | Michael Luck    |
| Auswechselspieler: |                 |
| 8                  | Sam Rapira      |
| 9                  | Aaron Heremaia  |
| 11                 | Feleti Mateo    |
| 16                 | Ben Matulino    |

## Statistik
Meiste erzielte Versuche
|    | Name           | Versuche | Verein                        |
| -- | -------------- | -------- | ----------------------------- |
| 1. | Ben Barba      | 23       | Canterbury-Bankstown Bulldogs |
| 1. | Nathan Merritt | 23       | South Sydney Rabbitohs        |
| 3. | Ashley Graham  | 21       | North Queensland Cowboys      |
| 4. | Akuila Uate    | 19       | Newcastle Knights             |
| 5. | David Mead     | 16       | Gold Coast Titans             |

Meiste erzielte Punkte
|    | Name               | Punkte | Verein                   |
| -- | ------------------ | ------ | ------------------------ |
| 1. | Chris Sandow       | 195    | South Sydney Rabbitohs   |
| 2. | Benji Marshall     | 186    | Wests Tigers             |
| 3. | James Maloney      | 180    | New Zealand Warriors     |
| 4. | Luke Burt          | 164    | Parramatta Eels          |
| 5. | Johnathan Thurston | 158    | North Queensland Cowboys |